# Capa pluvial

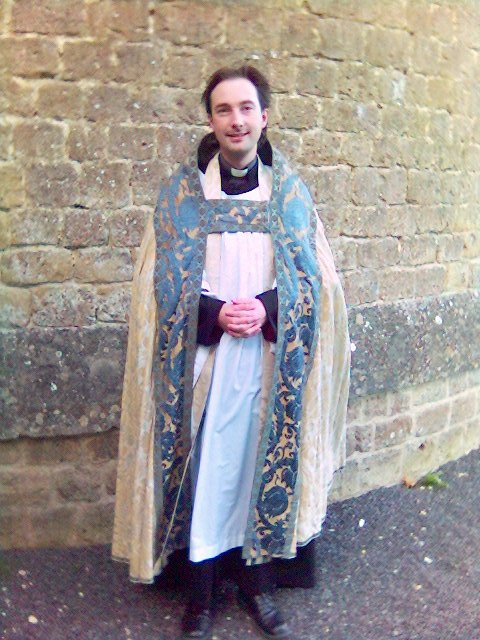
Capa pluvial

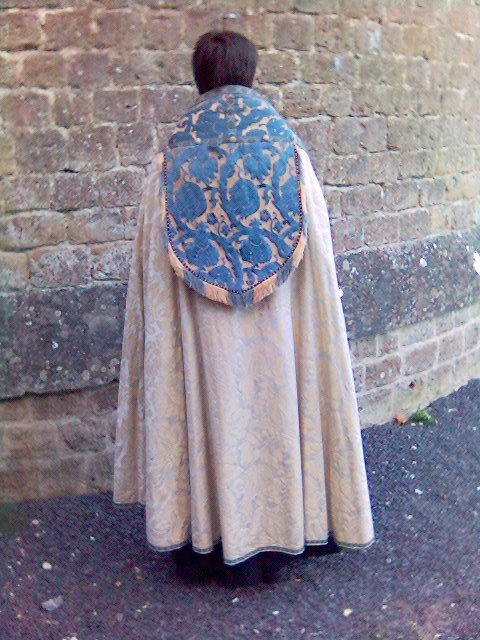
Capa pluvial (esquena)

La capa pluvial és la que porten els sacerdots o diaques en els actes de culte diví que porta caputxa a l'esquena. Té el seu origen a la romana lacerna, amb la qual es confonia fins al punt de servir en un primer moment, les mateixes capes de prínceps o magnats que després s'oferien al culte. Com aquesta peça de roba va començar a portar-se a | les processons, fora dels temples i es va utilitzar per protegir-se de la pluja i del fred, es va dir «pluvial» a Itàlia, nom que s'ha conservat fins avui al llenguatge eclesiàstic.
La capa pluvial va començar a utilitzar-se a la litúrgia per sacerdots i cantors el segle x i servia no solament en les processons sinó també per a uns certs actes del cor i d'altres cerimònies. Des del segle xi ha tingut sempre la mateixa forma que a l'actualitat havent variat tan sols la caputxa i les bandes o tires davanteres. Aquestes consistien durant els primers segles en una orla estreta però des del segle xiii aquesta s'eixampla notablement, admetent brodats amb imatgeria convertint-se així mateix el fermall metàl·lic o fíbula que des del començament va servir per tancar la capa al pit en un elegant ornament.
Pel que fa a la caputxa de què estaven dotades les primeres capes, tot just sí que va arribar a servir per al seu objecte més enllà del segle xi doncs al XII era més aviat una peça decorativa i al XIII va esdevenir un pany triangular col·locat a la part superior de l'esquena per transformar-se en una
mena d'escut des del segle xiv. Aquest escut pren la forma ogival per la part inferior i es va engrandint successivament fins que ja molt entrat el segle xvi s'arrodoneix i, envaeix la regió central del vestit. En tot moment al llarg de la història, acostuma a adornar-se amb serrells i brodats.
Algunes capes ostenten rics brodats en tota l'extensió de la peça de roba, els quals, si daten dels segles xiii al XVI, contenen imatgeria disposada dintre de petits cercles o a zones concèntriques. Per entre aquesta classe de peces, a les quals se suprimeix en general l'escut, destaquen les angleses dels segles xiii i XIV, conegudes amb el nom d'opus anglicum. D'elles i d'altres no menys precioses es conserven magnífics exemplars a diversos museus i en els tresors de les esglésies majors.